# Myrmecophilus americanus
Myrmecophilus americanus är en insektsart som beskrevs av Henri Saussure 1877. Myrmecophilus americanus ingår i släktet Myrmecophilus och familjen Myrmecophilidae. Inga underarter finns listade i Catalogue of Life.